# Katholische Pfarrkirche Zwettl-Niederösterreich

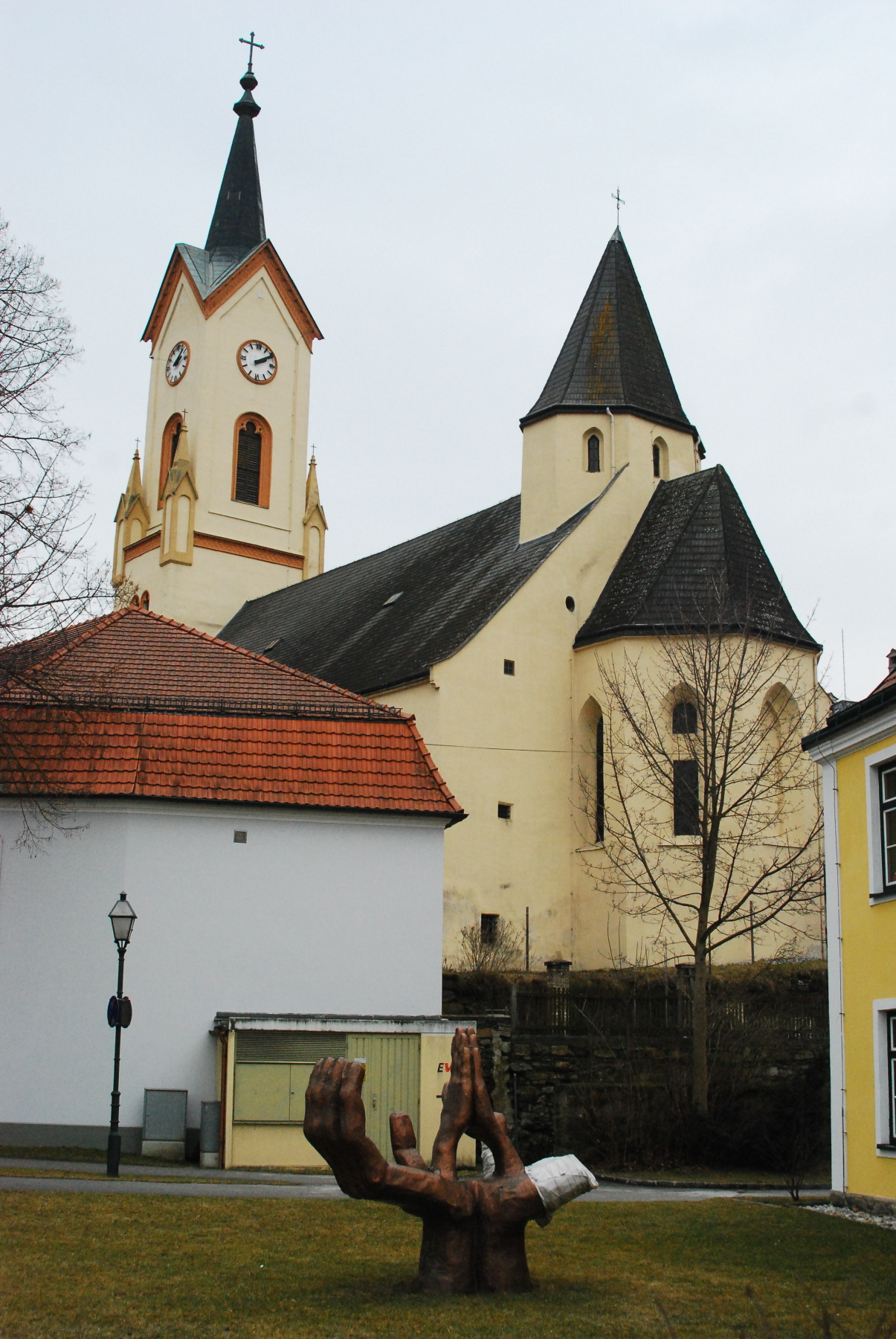
Katholische Pfarrkirche Mariä Himmelfahrt in Zwettl-Niederösterreich

Die römisch-katholische Pfarrkirche Zwettl-Niederösterreich in der niederösterreichischen Stadt Zwettl befindet sich am Anfang der Landstraße im Bereich des ehemaligen Unteren Tores der mittelalterlichen Stadtmauer. Sie wurde als spätromanische Pfeilerbasilika errichtet und später mehrfach verändert und erweitert. Ende des 15. Jahrhunderts wurde sie zur Stadtpfarrkirche erhoben. Die Pfarrkirche Mariä Himmelfahrt gehört zum Dekanat Zwettl in der Diözese St. Pölten. Die Kirche steht unter Denkmalschutz (Listeneintrag).

## Geschichte

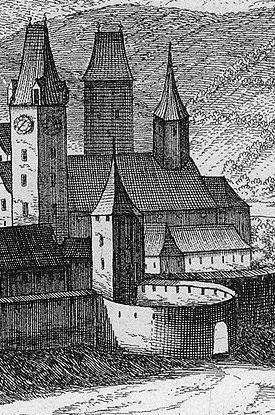
Kirche und Unteres Tor auf einem Stich von Georg Matthäus Vischer (1672)

Die Pfarre Zwettl existiert mit großer Wahrscheinlichkeit bereits seit dem ersten Drittel des 12. Jahrhunderts. Als erste Pfarrkirche fungierte die spätere Propsteikirche, die außerhalb des mittelalterlichen Ortskerns auf einer steilen Erhebung über dem Kampufer liegt. Die Kirche in der Stadt wird erstmals 1280 als ecclesia inferiora (‚untere Kirche‘) erwähnt und in einer Urkunde des Jahres 1352 als Frauenkirche genannt. Ihre genaue Bauzeit ist nicht bekannt. Vermutlich wurde sie bereits in der ersten Hälfte des 13. Jahrhunderts als Pfeilerbasilika mit drei Schiffen im spätromanischen Stil errichtet. Zeitgleich mit der Gründung der Propstei gegen Ende des 15. Jahrhunderts wurde die Pfarrfunktion hierher übertragen. Zwischen 1483 und 1490 erhielt die ursprünglich flachgedeckte Kirche ihre Einwölbung und wurde durch einen spätgotischen Chor und Seitenkapellen erweitert. 1681 erfolgte die Erhöhung der Seitenschiffe durch Emporen und die Neueindeckung unter einem einheitlichen Satteldach. Der Innenraum wurde 1740 barockisiert. Der mittelalterliche Turm wurde 1854–1856 umgebaut und erhöht.

## Äußeres
Der an der Westseite vorgestellte Turm diente nach Ansicht des Historikers Adalbert Klaar ursprünglich als innerer Befestigungsturm des Unteren Tores der Stadtmauer. 1854–1856 wurde er durch Anton Gareis erhöht und im Stil des romanischen Historismus umgebaut. Der heute viergeschoßige Turm hat in den Obergeschoßen Zwillingsfenster sowie dreiteilige Rundbogenfenster mit Terrakottadekor und verfügt über vier Eckfialen. Er wird von einem Giebelspitzhelm bekrönt. Das Langhaus ist schlicht und ungegliedert. Von seinem romanischen Baukern sind unter anderem vom Dachboden aus noch sieben Trichterfenster sichtbar. Die an den Seiten des Langhauses vorspringenden Kapellen wurden ebenso wie die südliche Sakristei 1490 erbaut. Die nördlich gelegene Sakristei ist ein Anbau des Jahres 1682. Am westlichen Ende befindet sich unterhalb des Turmes ein spätgotisches Spitzbogenportal mit Trichterlaibung. An der Nord- und Südseite ist die Kirche durch je ein spitzbogig profiliertes Seitenportal zugänglich. Der spätgotische Chor verfügt über einen Fünfachtelschluss. Er ist gleich hoch und breit wie das Langhaus und wird von einem gedrungenen oktogonalen Turmaufsatz mit Pyramidenhelm bekrönt. Ein barockes Sandsteinrelief im Außenbereich zeigt eine Darstellung Christi mit Maria Magdalena. Das Werk kann vermutlich auf die erste Hälfte des 18. Jahrhunderts datiert werden.

## Inneres

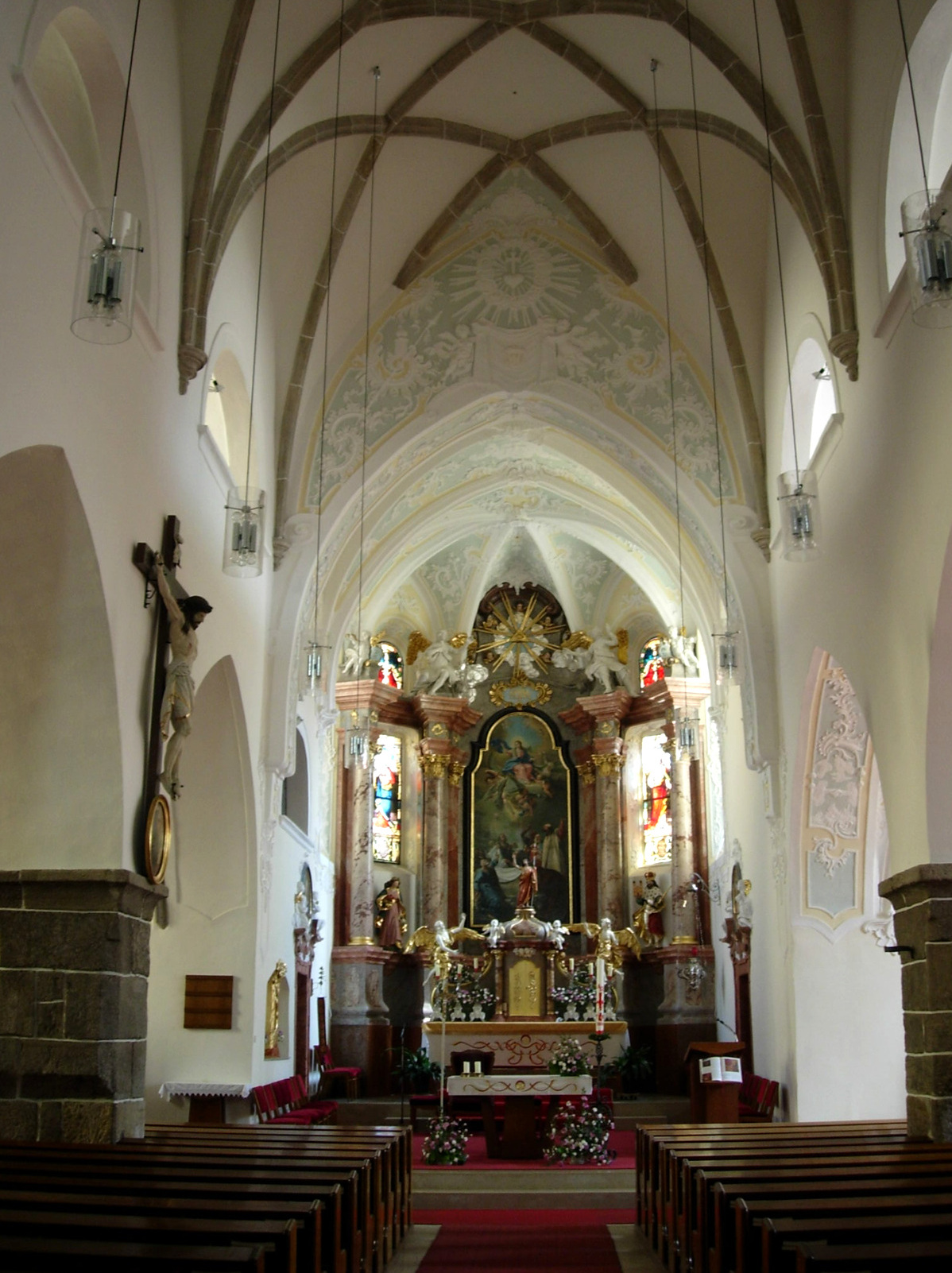
Blick durch das Hauptschiff zum Hochaltar (2005)

Das Langhaus, im Ursprung eine dreischiffige, spätromanische Basilika, erhielt 1483–1490 seine vierjochige Einwölbung: Im Mittelschiff Netzrippengewölbe auf Ringkonsolen; in den niedrigeren Seitenschiffen sind die beiden östlichen Joche kreuzrippengewölbt, die beiden westlichen Joche und die Seitenkapellen sternrippengewölbt. Das Hauptschiff ist mit den Seitenschiffen durch breite Spitzbogenarkaden auf abgefasten Pfeilern verbunden. Die dreijochige Westempore ist im Mitteljoch sternrippengewölbt und in den Seitenjochen kreuzrippengewölbt. In der Südwestecke führt ein rechteckig verstäbtes Portal zum Emporenaufgang. Die kreuzgratgewölbten Emporen der Seitenschiffe sind im Jahr 1680 entstanden. Sie verfügen über halbkreisförmige Öffnungen zum Schiff. Der einjochige Chor ist leicht erhöht und durch Kreuzrippen eingewölbt. An den Gewölbekappen, an der Chorwand, an der Stirnwand des Triumphbogens und im südöstlichen Seitenschiff befindet sich Rokokostuck mit reicher Ornamentik und symbolischen Darstellungen, der von Johann Michael Flor, einem bekannten Stuckateur der Wessobrunner Schule, 1744 geschaffen wurde. Die Portale zu den tonnengewölbten Sakristeien werden von Stuckmarmor bekrönt. Darüber sind ovale Leinwandbilder Marias und des Christkönigs zu sehen, die von Putten gehalten werden.

## Einrichtung
Der spätbarocke Hochaltar nimmt den gesamten Chorschluss ein. Er verfügt über einen Säulenaufbau aus Stuckmarmor, ein spätbarockes Altarbild Mariä Himmelfahrt, einen sarkophagförmigen Altartisch sowie ein von Engelfiguren flankiertes Tabernakel. Über den beiden Seitenaltären befindet sich je ein barockes Altarbild von Johann Ignaz Zimbal aus dem Jahr 1764: Links das Schlangenwunder des hl. Paul auf Malta; rechts die Befreiung des hl. Petrus.
Die Kirche verfügt über mehrere Figuren, Kreuze und Bildnisse aus verschiedenen Epochen der Kunstgeschichte. Dazu zählen unter anderem ein Herz Jesu von Thomas Demez aus dem Jahr 1900, ein Maria-mit-Kind-Bildnis, eine bemerkenswerte gotische Halbfigur des hl. Josef, eine in der ersten Hälfte des 15. Jahrhunderts geschaffene Sandsteinfigur Schmerzensmann, ein Kruzifix vom Ende des 19. Jahrhunderts, eine Figur Christus an der Geißelsäule vom Anfang des 18. Jahrhunderts sowie ein Fragment eines romanischen Frieses mit den Darstellungen Lamm Gottes, Segnende Hand Gottes und Heiliger Geist in der südlichen Vorhalle.
Zur weiteren Ausstattung zählen ein ovales, gebuckeltes Weihwasserbecken auf Balustersäule aus dem Jahr 1644, ein achteckiger, reliefierter Taufstein (17. Jh.?), dessen Deckel mit einer Schnitzgruppe Taufe Christi versehen ist und im vierten Viertel des 19. Jahrhunderts geschaffen wurde.